# Jesse Ventura
Jessie Ventura (născut James George Janos; n. 15 iulie 1951, Minneapolis, Minnesota, SUA) este un actor, autor, fost wrestler și fost politician. Acesta a ocupat funcția de primar al Brooklyn Park între 1991 și 1995, respectiv funcția de guvernator⁠(d) al statului Minnesota între 1993-2003. A fost primul și singurul candidat al Partidului Reformist⁠(d) care a ocupat o poziție guvernamentală importantă.
Ventura a fost membru al echipei Underwater Demolition⁠(d), parte a Marinei Statelor Unite ale Americii în timpul Războiului din Vietnam. După ce s-a retras din armată, acesta și-a început cariera în wrestlingul profesionist sub numele Jesse „The Body” Ventura între 1975-1986. A fost angajat al World Wrestling Federation (WWF) în calitate de wrestler și comentator, și a fost introdus în WWE Hall of Fame în 2004. Pe lâng wrestling, Ventura a apărut și în câteva filme (cele mai cunoscute fiind Predator și The Running Man, ambele în 1987).
Ventura a intrat pe scena politică în 1991 când a decis să candideze și a fost ales ca primar al Brooklyn Park, Minnesota, funcție ocupată până în 1995. Trei ani mai târziu, acesta a candidat din partea Partidului Reformator în cadrul alegerilor guvernamentale din Minnesota din 1998. În campania sa electorală s-a concentrat pe evenimente locale⁠(d) și pe afișe publicitare ieșite din comun în care îi îndemna pe cetățeni să „nu voteze ca de obicei”. Campania sa, deși avea un buget redus, a avut un succes neașteptat, învingând la limită atât candidatul democrat, cât și pe cel republican. Devenind primul candidat care ocupă un post atât de important din partea Partidului Reformator, Ventura a părăsit partidul la un an după ce a preluat funcția din cauza conflictelor interne.
În calitate de guvernator, Ventura a supravegheat reforma impozitelor pe proprietate, precum și prima restituire a taxelor pe vânzare⁠(d) din istoria statului. Alte proiecte inițiate de Ventura au inclus construcția liniei de metrou a Metroului Blue Line din zona metropolitană Minneapolis-Saint Paul și scăderea impozitelor pe venit⁠(d). Totuși, inițiativele sale economice au condus la pierderi semnificative pentru statul Minnesota. Acesta și-a încheiat mandatul în 2003 și a decis să nu mai candideze. După ce a părăsit scena politică, Ventura a devenit visiting scholar⁠(d) al Universității Harvard⁠(d) în 2004. De asemenea, acesta a găzduit diverse emisiuni de televiziune și a redactat câteva cărți pe subiecte politice. Acesta rămâne politic activ și găzduiește în momentul de față o emisiune pe Ora TV și pe RT America intitulată Off the Grid. Începând din septembrie 2017, Ventura este gazda unei emisiuni pe RT intitulată The World According to Jesse. De asemenea, acesta a precizat de mai multe ori că ia în considerare să candideze pentru președinția Statelor Unite din partea unui partid independent.

## Biografie
Ventura s-a născut James George Janos pe 15 iulie 1951 în Minneapolis, Minnesota, fiul lui George William Janos și al soției sale, Bernice Martha (născută Lenz). Ambii săi părinți au fost veterani ai celui de-al Doilea Război Mondial. Mama sa era asistentă medicală, iar tatăl lucra pentru Minneapolis Street Department.
Fratele său mai mare este veteran al Războiului din Vietnam. Ventura a declarat că este slovac, deoarece părinții tatălui său erau din Slovacia. Mama sa era de origine germană⁠(d). Acesta a fost crescută în credința luterană. Născut „lângă podul Lake Street⁠(d)” în South Minneapolis⁠(d), a studiat la Școala primară Cooper, Gimnaziul Sanford și a absolvit Liceul Roosevelt⁠(d) în 1969.
Ventura și-a îndeplinit serviciul militar în Marina Statelor Unite de la 1 decembrie 1969 până la 10 septembrie 1975 în timpul Războiului din Vietnam, însă nu a ajuns pe câmpul de luptă. A absolvit BUD/S⁠(d) clasa 58 în decembrie 1970 și a făcut parte din Underwater Demolition Team⁠(d) 12.
Ventura menționează adesea cariera sa militară în declarații și dezbateri. A fost criticat de vânători și ecologiști, deoarece a susținut într-un interviu din 2001 pentru ziarul Star Tribune⁠(d) din Minneapolis că „te poți numi vânător doar dacă ai vânat oameni”.
După încheierea serviciului militar, Ventura a devenit membru al filialei din South Bay a grupului de motocicliști Mongols Motorcycle Club⁠(d) din San Diego. Conform acestuia, a devenit membru „cu drepturi depline” al clubului și al treilea comandant al filialei sale, însă nu a avut niciodată probleme cu autoritățile. Porecla sa de motociclist era „Superman”. În toamna anului 1974, Ventura a părăsit clubul și a revenit în zona metropolitană Minneapolis-Saint Paul. La scurt timp după plecarea sa, membrii clubului Mongols au intrat în conflict cu rivalii lor din Hells Angels⁠(d). În noiembrie 2018, Ventura a depus mărturie în calitate de martor-expert în numele membrilor clubului într-un proces federal de racketeering în Santa Ana, California. Acesta a respins afirmațiile guvernamentale conform cărora clubul reprezintă o organizație criminală. Ventura a declarat că este membru inactiv al grupului și a caracterizat perioada petrecută alături de aceștia drept „o experiență necesară tranziției de la viața militară la cea civilă. Le rămân dator pentru că au fost lângă mine când restul lumii nu era.”
Ventura a urmat cursurile North Hennepin Community College⁠(d) din Brooklyn Park, Minnesota⁠(d) la mijlocul anilor 1970. În același timp, a început să practice culturismul și wrestlingul. De asemenea, a devenit membru al Asociației japoneze de karate. A fost bodyguard pentru formațiile The Rolling Stones și Grateful Dead pentru o perioadă, iar ulterior a devenit luptător profesionist și a adoptat numele Jesse Ventura.

## Cariera de actor
Spre sfârșitul carierei sale de wrestler, Ventura a decis să urmeze o carieră de actor. A apărut în filmul Predator (1987), fiind coleg pe platourile de filmare cu Arnold Schwarzenegger, viitorul guvernator al Californiei, și Sonny Landham, viitorul candidat la funcția de guvernator al statului Kentucky. Acesta a dezvoltat o relație apropiată de prietenie cu Schwarzenegger în timpul filmărilor. A apărut în două episoade din serialul Zorro⁠(d), filmate la Madrid în 1991. Ventura a avut un rol principal în filmul științifico-fantastic Abraxas, Guardian of the Universe⁠(d) din 1990. De asemenea, a interpretat roluri secundare în Justiția viitorului, No Holds Barred⁠(d), Thunderground⁠(d), Demolatorul, Repossessed⁠(d), Ricochet, The Master of Disguise⁠(d), Ready to Rumble⁠(d) și Batman & Robin. A avut un rol cameo în Major League II și a fost vocea unui guru în lungmetrajul The Ringer⁠(d) (2006). A apărut în episodul „Jose Chung's From Outer Space⁠(d)” al serialului Dosarele X în rolul unui om în negru⁠(d). În 2008, Ventura a jucat în comedia independentă Woodshop⁠(d); filmul a fost lansat pe 7 septembrie 2010.
| An   | Titlu                                                | Rol                  |
| ---- | ---------------------------------------------------- | -------------------- |
| 1987 | Predator                                             | Blain Cooper         |
| 1987 | The Running Man                                      | 'Captain Freedom'    |
| 1989 | Thunderground                                        | The Man              |
| 1989 | No Holds Barred                                      | Jesse Ventura        |
| 1990 | Abraxas, Guardian of the Universe                    | Abraxas              |
| 1990 | Repossessed                                          | Jesse Ventura        |
| 1991 | Tagteam                                              | Bobby Youngblood     |
| 1991 | Ricochet                                             | Jake Chewalski       |
| 1993 | Living and Working in Space: The Countdown Has Begun | DMV Testee           |
| 1993 | Demolition Man                                       | CryoCon              |
| 1994 | Major League II                                      | Jesse Ventura        |
| 1997 | Batman & Robin                                       | Arkham Asylum Guard  |
| 2000 | Ready to Rumble                                      | Jesse Ventura        |
| 2001 | Joe Somebody                                         | Jesse Ventura        |
| 2002 | The Master of Disguise                               | Jesse Ventura        |
| 2005 | The Ringer                                           | Speaker motivațional |
| 2008 | Borders                                              | Conrad               |
| 2010 | Woodshop                                             | Mr. Madson           |
| 2014 | The Drunk                                            | Governor Littleton   |